# Ribautiana alces
Ribautiana alces är en insektsart som först beskrevs av Ribaut 1931.  Ribautiana alces ingår i släktet Ribautiana och familjen dvärgstritar. Inga underarter finns listade i Catalogue of Life.